# Hrvatski rukometni kup za žene 1998./99.
Hrvatski rukometni kup za žene za sezonu 1998./99. je sedmi put zaredom osvojila Podravka Dolcela iz Koprivnice.

## Rezultati

### Osmina završnice
| klub1                          | rez.         | klub2                      |
| ------------------------------ | ------------ | -------------------------- |
| Opatija                        | 18:20, 22:28 | Osijek                     |
| Podravka Dolcela Koprivnica    | 32:10, 23:17 | Piaggio Vranjic            |
| Arena Pula                     | 23:36, 16:40 | Kraš Zagreb                |
| Dubovac KIO Karlovac           | 14:25, 15:26 | Split Kaltenberg           |
| Dalmacija Ploče                | 24:29, 19:19 | Podravka Lino Koprivnica   |
| Baranja 92 (Darda - Višnjevac) | 28:29, 22:33 | TVIN Trgocentar Virovitica |

### Četvrtzavršnica
| klub1                       | rez.         | klub2                       |
| --------------------------- | ------------ | --------------------------- |
| Kraš Zagreb                 | 32:23, 35:20 | Hrvatski dragovoljac Zagreb |
| Podravka Lino Koprivnica    | 16:25, 17:28 | Osijek                      |
| Podravka Dolcela Koprivnica | 35:20, 20:20 | Split Kaltenberg            |
| TVIN Trgocentar Virovitica  | 31:17, 26:19 | Đurđevac                    |

### Završni turnir
Igrano u Osijeku.
| klub1                       | rez.          | klub2                      |
| poluzavršnica               | poluzavršnica | poluzavršnica              |
| --------------------------- | ------------- | -------------------------- |
| Osijek                      | 20:26         | Kraš Zagreb                |
| Podravka Dolcela Koprivnica | 36:22         | TVIN Trgocentar Virovitica |
|                             |               |                            |
| za pobjednika               |               |                            |
| Podravka Dolcela Koprivnica | 27:24         | Kraš Zagreb                |

## Poveznice
- 1. A HRL za žene 1998./99.
- 1. B HRL za žene 1998./99.
- 2. HRL za žene 1998./99.